# Pânza lui Charlotte
Pânza Charlottei (Charlotte's Web, 1952) este o carte scrisă de E. B. White. Filmul de animație din 1973 al lui Hanna-Barbra Miracolul prieteniei este bazat pe această carte. Paramont a produs o continuare, Miracolul prieteniei: Marea aventura a lui Wilbur (engleză Charlotte's Web 2: Wilbur's Great Adventure), în 18 martie 2003. Paramount a produs filmul de live-action din 2006.

## Edițiile tipărite și numere ISBN
- ISBN 0-06-026385-7 (hardcover, 1952)
- ISBN 0-06-026386-5 (biblioteca de legare, 1952)
- ISBN 0-06-440055-7 (volum broșat, 1974)
- ISBN 0-606-02628-2 (prebound, 1980)
- ISBN 0-87129-243-2 (volum broșat, 1983)
- ISBN 0-06-107010-6 (volum broșat, 1990)
- ISBN 1-56137-630-2 (volum broșat, 1998)
- ISBN 1-56137-026-6 (volum broșat, 1999)
- ISBN 1-58118-050-0 (biblioteca de legare, 1999, Mare Tip Edition)
- ISBN 0-06-441093-5 (paperback, 2001)
- ISBN 0-7587-0178-0 (volum broșat, 2002)
- ISBN 0-06-000698-6 (volum broșat, 2002, A 50-a aniversare Edition)
- ISBN 0-8072-8305-3 (paperback)

## Titluri în alte limbi
- arabă: شبكة تشارلوت
- azeră: Șarlottanın Toru
- chineză: 夏洛特的网
- coreeană: 샬롯의 거미줄
- daneză: Charlottes tryllespind
- ebraică: חוות הקסמים
- franceză: Le Toile de Charlotte
- greacă: I Karlota kai i avli tis
- germană: Wilbur und Charlotte
- islandeză: Vefur Karlottu
- italiană: La Meravigliosa stupenda storia di Carlotta e del porcellino Wilbur
- japoneză: シャーロットのおくりもの
- lituaniană: Šarlotės voratinklis
- norvegiană: Charlottes tryllevev
- poloneză: Pajęczyna Charlotty
- portugheză: A Menina E o Porquinho
- spaniolă: La telaraña de Charlotte
- suedeză: Fantastiska Wilbur
- thailandeză: แมงมุมเพื่อนรัก
- ucraineană: Павутиння Шарлотти
- vietnameză: Mạng nhện của Charlotte